# Micrathena funebris
Micrathena funebris là một loài nhện trong họ Araneidae.
Loài này thuộc chi Micrathena. Micrathena funebris được miêu tả năm 1898 bởi Marx.